# Stanley Kowalski
Pour les articles homonymes, voir Kowalski.
 (janvier 2008).
Si vous disposez d'ouvrages ou d'articles de référence ou si vous connaissez des sites web de qualité traitant du thème abordé ici, merci de compléter l'article en donnant les références utiles à sa vérifiabilité et en les liant à la section « Notes et références ».
Stanley Kowalski est un personnage fictif de la pièce de théâtre américaine Un tramway nommé Désir (en version originale anglaise : A Streetcar Named Desire) de Tennessee Williams. L'interprétation la plus célèbre de Stanley fut celle de Marlon Brando lors de la première incarnation du personnage, à Broadway en 1947, puis dans l'adaptation cinématographique réalisée par Elia Kazan en 1951.

## Biographie de fiction
Stanley Kowalski a une légère tendance à l'alcool qui le pousse même à être violent (il frappera sa femme à plusieurs reprises au cours de ses traditionnelles parties de poker entre amis). Il est aussi intéressé par l'argent et essaiera notamment de récupérer des parts de la villa Belle Rêve appartenant pour partie à sa femme, prônant le Code Napoléon (qui dispose que tout ce qui appartient à une femme appartient aussi à son mari). Stanley n'apprécie pas beaucoup les manières de Blanche, sa belle-sœur. Il finira même par la violer, sans que personne puisse y croire.

## Acteurs ayant joué le rôle de Stanley Kowalski
- Marlon Brando (théâtre en 1947 et cinéma en 1951).
- Treat Williams (télévision, 1984).
- Kim Coates (théâtre, 1988).
- Alec Baldwin (télévision, 1995).